# جزیره تینو
جزیره تینو (به ایتالیایی: Tino) یکی از جزیره‌های کشور ایتالیا در دریای لیگوریا است که در غربی‌ترین نقطهٔ خلیج لا اسپزیا قرار دارد. این جزیره بخشی از مجمع‌الجزایری سه‌گانه است که در فاصلهٔ نزدیکی از یکدیگر قرار داشته و از سمت پورتو ونره در سرزمین اصلی تا جنوب پیش‌رفته‌اند. بزرگترین این جزیره‌ها جزیره پالماریاست که در شمال جزیرهٔ تینتو واقع شده و کوچکترینشان جزیره تینتو است که در جنوب دو جزیرهٔ دیگر قرار دارد.
این سه جزیره در سال ۱۹۹۷ همراه با پورتو ونره و چینکوئه تره در فهرست میراث جهانی یونسکو جای گرفتند.

## تاریخچه
بنا بر روایات، سنت ونریوس (در ایتالیایی سن ونریو)، قدیس نگهبان خلیج لا اسپزیا در جزیرهٔ تینو گوشه‌نشینی اختیار کرده و به‌عبادت مشغول بود. او سپس به مقام راهب بزرگ رسید و تا پایان عمرش در ۶۳۰ در این جزیره ماند. روز جشن سن ونریو تاریخ ۱۳ سپتامبر است و این روز هرساله در این جزیره جشن گرفته می‌شود. همچنین این گمان وجود دارد که محرابی در محل مرگ ونریو ساخته شد تا جسدش را در آن بگذارند و این محراب کوچک در سدهٔ یازدهم توسعه یافته و به کلیسایی بدل گردید. بقایای این کلیسا را امروزه می‌توان در کرانه‌های شمالی جزیرهٔ تینو دید.
امروزه این جزیره بخشی از یک منطقه نظامی است و فانوسی دریایی محاط بر آن است.

## نگارخانه

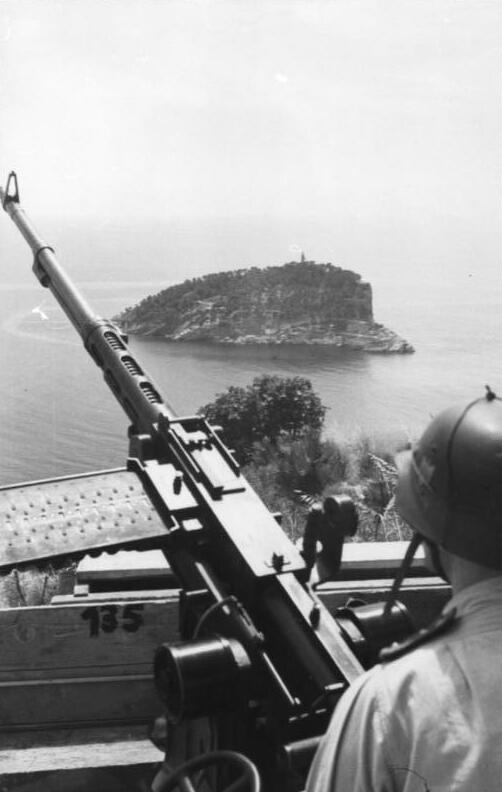
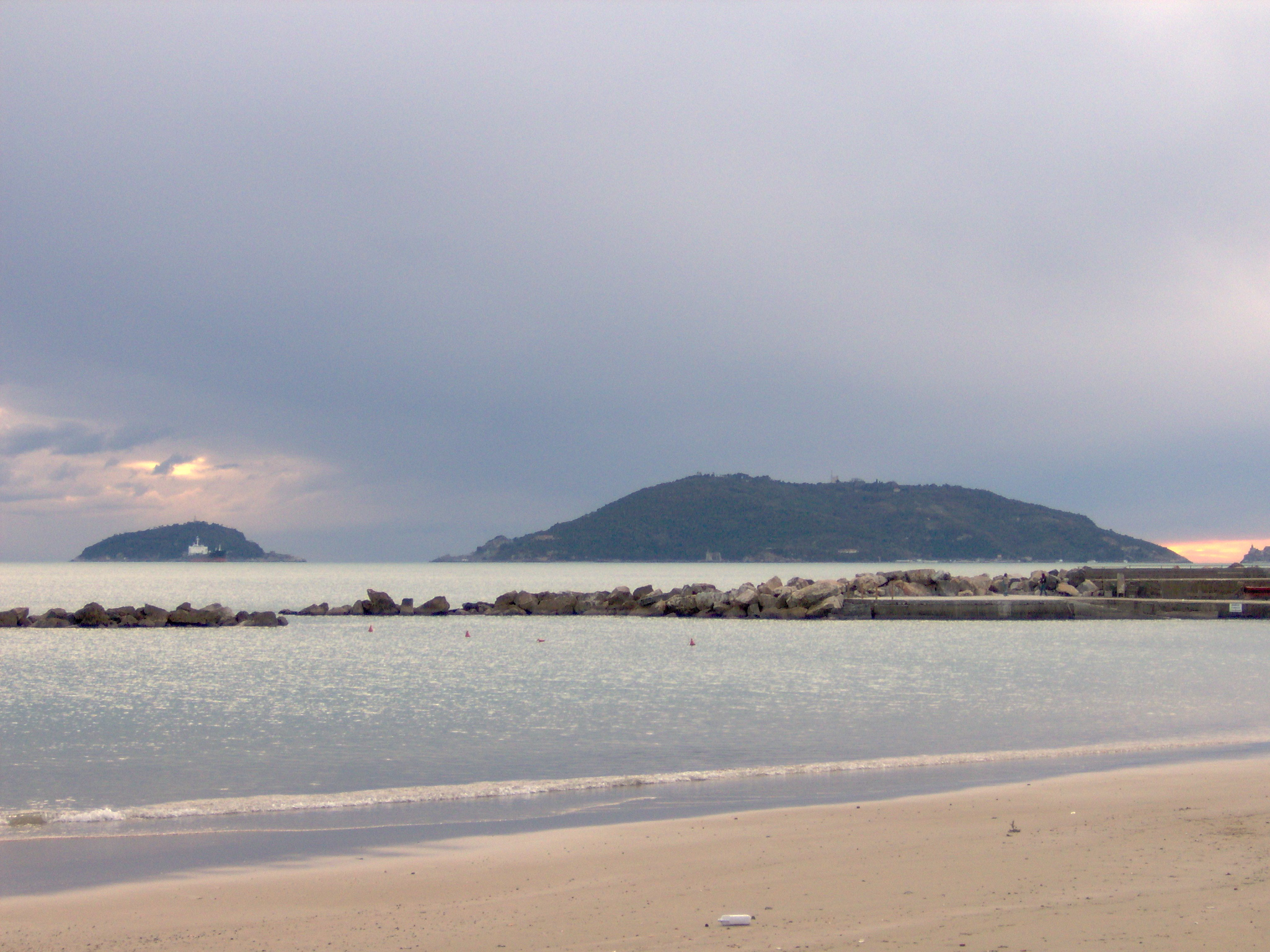